# Los alegres comediantes
Los alegres comediantes (en francés: Les Joyeux Farceurs) es una pintura del pintor francés postimpresionista Henri Rousseau realizada en 1906.  Mide 145,7 por 113,3 cm y está pintado al óleo sobre lienzo. Forma parte de la colección del Museo de Arte de Filadelfia.

## Descripción
Cuatro monos con pelaje de color marrón oscuro a negro se apiñan muy juntos en el tercio inferior de la imagen. Sus rostros se muestran de frente. El mayor de ellos, con su lomo paralelo al borde inferior de la imagen, cubre la mayor parte del cuerpo de los dos monos más pequeños. Los cuerpos de los dos monos más pequeños están dispuestos casi como imágenes especulares entre sí a lo largo del eje central vertical de la imagen. El que está a la derecha de los monos pequeños sostiene un palo blanco. El extremo del bastón más cercano a su mano termina en un engrosamiento de color rojo brillante. El cuerpo del cuarto mono del grupo está oculto por la hierba de color verde claro que cubre todo el borde inferior de la imagen. Sólo su rostro y uno de sus brazos se asoman entre las briznas de hierba. En su mano sostiene un palo ahusado en cuyo extremo hay una botella con la abertura hacia el suelo. El líquido de la botella se vacía entre las briznas de hierba que hay debajo. Otro mono de la misma especie se encuentra directamente debajo del eje horizontal central de la imagen, a la izquierda del eje vertical central de la imagen. Su torso se muestra en vista frontal y parte de su rostro está oscurecido por una hoja que sobresale. Él está mirando al grupo de sus compañeros. Hay mucho pelo alrededor de la boca de los monos, casi parece que tengan barba completa. El pelo alrededor de los ojos es más largo que el resto del pelaje. En los monos más pequeños, el color del pelaje en la zona de la barba y las cejas cambia a beige, mientras que en los monos más grandes el color del pelaje permanece sin cambios en estas zonas. Sólo una hilera de dientes blancos y reflejos en sus ojos destacan claramente del pelaje oscuro. Un ave está sentada encima del mono en una rama que brota del borde derecho de la imagen y que tiene pocas hojas. El plumaje de su pecho está modelado en diferentes tonos de beige y su silueta está bordeada por alas blancas que se sitúan pegadas al cuerpo. A excepción de una flor alta y recta con muchas cabezas blancas y un pequeño trozo de cielo azul en el borde medio superior de la imagen, todo el lienzo restante está cubierto por hierba estilizada, helechos y hojas de árboles en tonos de verde y marrón. La disposición en forma de silueta de las diferentes capas de hojas no permite un modelado de profundidad en perspectiva; recuerdan más bien al fondo deslizante de un escenario de teatro.

## Interpretaciones
Dado que Rousseau nunca abandonó Francia, no podría haber obtenido de primera mano la inspiración para sus pinturas sobre la jungla. La mayoría de sus representaciones de plantas se basaron en sus propios estudios, que realizó en el jardín de plantas  de París.
Rousseau se inspiró para sus representaciones de animales en postales y varias revistas, por ejemplo en Bêtes sauvages, un álbum de representaciones de animales populares. Teniendo en cuenta estas fuentes, sorprende que el artista no represente a los monos en cautiverio tal como los conocía en las jaulas de los zoológicos de París. Literalmente los libera de sus jaulas y los traslada al ambiente vegetal artificial de los invernaderos e invernaderos. También deja que los simios realicen actividades humanas, aquí sirviendo de una botella de vidrio. El hecho de que los monos no tengan contacto directo con el objeto humano contenido en la botella ilustra aún más la independencia que surge de esta libertad.